# Lucas Pouille
Lucas Pouille (phát âm tiếng Pháp: [lyka puj], sinh ngày 23 Tháng 2 năm 1994) là vận động viên quần vợt chuyên nghiệp người Pháp. Từ tháng 12 năm 2016, anh đã được huấn luyện bởi Ion Țiriac.

## Cuộc sống cá nhân
Mẹ của Pouille là người nói tiếng Thụy Điển ở Phần Lan.

## Chung kết ATP World Tour trong sự nghiệp

### Đơn: 5 (3 danh hiệu, 2 á quân)
| Legend                            |
| --------------------------------- |
| Grand Slam (0–0)                  |
| Chung kết ATP World Tour (0–0)    |
| ATP World Tour Masters 1000 (0–0) |
| ATP World Tour 500 (0–0)          |
| ATP World Tour 250 (2–2)          |

| Outcome | TT | Ngày                | Giải đấu                                      | Mặt sân  | Đối thủ            | Tỷ số              |
| ------- | -- | ------------------- | --------------------------------------------- | -------- | ------------------ | ------------------ |
| Á quân  | 1. | 24 tháng 4 năm 2016 | BRD Năstase Țiriac Trophy, Bucharest, Romania | Clay     | Fernando Verdasco  | 3–6, 2–6           |
| Vô địch | 1. | 25 tháng 9 năm 2016 | Moselle Open, Metz, Pháp                      | Cứng (i) | Dominic Thiem      | 7–6(7–5), 6–2      |
| Á quân  | 2. | 26 tháng 2 năm 2017 | Open 13, Marseille, Pháp                      | Cứng (i) | Jo-Wilfried Tsonga | 4–6, 4–6           |
| Vô địch | 2. | 30 tháng 4 năm 2017 | Hungarian Open, Budapest, Hungary             | Đất nện  | Aljaž Bedene       | 6–3, 6–1           |
| Vô địch | 3. | 18 tháng 6 năm 2017 | Stuttgart Open, Stuttgart, Đức                | Cỏ       | Feliciano López    | 4–6, 7–6(7–5), 6–4 |

## Singles performance timeline
| VĐ | CK | BK | TK | V# | RR | Q# | A |  | Z# | PO | G | F-S | SF-B | NMS | NH |

Giải đấu hiện tại là 2017 Internazionali BNL d'Italia
| Tournament                  | 2013  | 2014  | 2015  | 2016  | 2017  | W–L       |
| --------------------------- | ----- | ----- | ----- | ----- | ----- | --------- |
| Grand Slam tournaments      |       |       |       |       |       |           |
| Úc Mở rộng                  | Q2    | 1R    | 1R    | 1R    | 1R    | 0–4       |
| Pháp Mở rộng                | 2R    | 1R    | 1R    | 2R    | 3R    | 2–4       |
| Wimbledon                   | A     | Q1    | 1R    | QF    |       | 4–2       |
| Mỹ Mở rộng                  | Q2    | A     | 1R    | QF    |       | 4–2       |
| Thắng–Thua                  | 1–1   | 0–2   | 0–4   | 9–4   | 0–1   | 10–12     |
| ATP World Tour Masters 1000 |       |       |       |       |       |           |
| Indian Wells Masters        | A     | A     | A     | 1R    | 3R    | 1–2       |
| Miami Masters               | A     | A     | A     | 4R    | 2R    | 3–2       |
| Monte Carlo Masters         | A     | A     | 2R    | 3R    | SF    | 7–3       |
| Madrid Masters              | A     | Q1    | A     | 2R    | 1R    | 1–2       |
| Rome Masters                | A     | A     | A     | SF    | 1R    | 2–2       |
| Canada Masters              | A     | A     | A     | 2R    |       | 1–1       |
| Cincinnati Masters          | A     | A     | A     | 1R    |       | 0–1       |
| Shanghai Masters            | A     | A     | Q1    | 3R    |       | 2–1       |
| Paris Masters               | A     | 3R    | 1R    | 3R    |       | 3–3       |
| Thắng–Thua                  | 0–0   | 2–1   | 1–2   | 12–9  | 5–5   | 20–17     |
| Thống kê sự nghiệp          |       |       |       |       |       |           |
|                             | 2013  | 2014  | 2015  | 2016  | 2017  | Sự nghiệp |
| Danh hiệu / Chung kết       | 0 / 0 | 0 / 0 | 0 / 0 | 1 / 2 | 1 / 2 | 2 / 4     |
| Thắng thua trong năm        | 1–4   | 2–4   | 12–14 | 34–22 | 17–10 | 66–54     |
| Vị trí kết thúc năm         | 204   | 133   | 78    | 15    |       |           |

## Thắng các tay vợt nằm trong tốp 10 thế giới
| Mùa   | 2016 | Tổng cộng |
| Thắng | 5    | 5         |

| #    | Tay vợt         | Xếp hạng | Sự kiện                      | Mặt sân  | Vòng | Tỷ số                        | Xếp hàng Pouille |
| ---- | --------------- | -------- | ---------------------------- | -------- | ---- | ---------------------------- | ---------------- |
| 2016 |                 |          |                              |          |      |                              |                  |
| 1.   | David Ferrer    | 8        | Miami, Hoa Kỳ                | Cứng     | V3   | 6–7(1–7), 7–6(7–4), 7–5      | 88               |
| 2.   | Richard Gasquet | 10       | Monte Carlo, Monaco          | Đất nện  | V2   | 4–6, 7–5, 6–1                | 82               |
| 3.   | David Ferrer    | 9        | Rome, Ý                      | Đất nện  | V3   | 6–4, 6–1                     | 52               |
| 4.   | Rafael Nadal    | 5        | Mỹ Mở rộng, New York, Hoa Kỳ | Cứng     | V4   | 6–1, 2–6, 6–4, 3–6, 7–6(8–6) | 25               |
| 5.   | Dominic Thiem   | 10       | Moselle Mở rộng, Metz, Pháp  | Cứng (i) | CK   | 7–6(7–5), 6–2                | 18               |